# Граница между България и Румъния
Границата между България и Румъния (на румънски: Frontiera între Bulgaria și România) е държавна граница между България и Румъния. Дължината ѝ е 609 km, като 470 km са речни.
През по-голямата част от дължината си следва коритото на река Дунав. При Силистра реката поема на север, а границата продължава на изток по суша през областта Добруджа, разделяйки я на Северна Добруджа (в Румъния) и Южна Добруджа (в България). Текущите ѝ очертания са положени през 1940 г. с подписването на Крайовската спогодба.
Границата между двете страни се явява вътрешна граница в рамките на Европейския съюз. Все пак, тъй като двете държави вече са в Шенгенското пространство, на нея не се осъществява граничен контрол.

## Гранични пунктове
- Видин – Калафат: автомобилен път и железопътна линия;
- Оряхово – Бекет: ферибот;
- Никопол – Турну Мъгуреле: ферибот;
- Свищов – Зимница: ферибот;
- Русе – Гюргево: автомобилен път и железопътна линия по Дунав мост;
- Силистра – Остров: автомобилен път;
- Кайнарджа – Липница: автомобилен път;
- Кардам – Караомер: автомобилен път и железопътна линия;
- Дуранкулак – Иланлък: автомобилен път.